# Milo Ventimiglia
Milo Anthony Ventimiglia (Anaheim, 8 de juliol de 1977) és un actor de cinema i sèries de televisió estatunidenc, conegut pel seu paper de Jess a la sèrie Gilmore Girls i per la seva participació en la sèrie Herois on interpreta el personatge de Peter Petrelli. Ha guanyat el Premi del Sindicat d'Actors de Cinema com a part del repartiment de This Is Us en 2018 i 2019.

## Filmografia
| Any  | Títol                         | Paper             | Notes                      |
| ---- | ----------------------------- | ----------------- | -------------------------- |
| 1996 | Must Be the Music             | Jason             |                            |
| 1997 | Boys Life 2                   | Jason             | (part "Must Be the Music") |
| 1999 | Algú com tu (She's All That)  | Jugador de futbol |                            |
| 1999 | Speedway Junky                | Travis            |                            |
| 2000 | Massholes                     | Doc               |                            |
| 2001 | Nice Guys Finish Last         | Josh              |                            |
| 2003 | Winter Break                  | Matt Raymand      |                            |
| 2003 | Blue Poles                    | Miles             | curt                       |
| 2005 | Cursed                        | Bo                |                            |
| 2005 | Dirty Deeds                   | Zach Harper       |                            |
| 2006 | Intelligence                  | Colin Mathers     |                            |
| 2006 | Stay Alive                    | Loomis Crowley    |                            |
| 2006 | Rocky Balboa                  | Rocky Balboa, Jr  |                            |
| 2008 | Pathology                     | Ted Grey          |                            |
| 2009 | El jugador (Gamer)            | Rick Rape         |                            |
| 2009 | Blindat (Armored)             | Eckehart          |                            |
| 2010 | Order of Chaos                | Rick              |                            |
| 2011 | The Divide                    | Josh              |                            |
| 2012 | That's My Boy                 | Chad Martin       |                            |
| 2012 | Static                        | Jonathan Dade     |                            |
| 2013 | Kiss of the Damned            | Paulo             |                            |
| 2013 | Nens grans 2 (Grown Ups 2)    | Frat Boy Milo     |                            |
| 2013 | Breaking at the Edge          | Ian Wood          |                            |
| 2013 | Killing Season                | Chris Ford        |                            |
| 2014 | Grace of Monaco               | Rupert Allan      |                            |
| 2014 | Tell                          | Ethan Tell        |                            |
| 2015 | Walter                        | Vince             |                            |
| 2015 | Wild Card                     | Danny DeMarco     |                            |
| 2016 | Madtown                       | Denny Briggs      |                            |
| 2017 | Sandy Wexler                  | Barry Bubatzi     |                            |
| 2017 | Devil's Gate                  | Jackson Pritchard |                            |
| 2018 | Creed II                      | Rocky Balboa Jr.  |                            |
| 2018 | Second Act                    | Trey              |                            |
| 2019 | The Art of Racing in the Rain | Denny Swift       |                            |

| Any        | Títol                               | Paper                   | Notes                               |
| 1995       | The Fresh Prince of Bel-Air         | Convidat a la festa 1   | episodi: "Bourgie Sings the Blues"  |
| 1996       | Sabrina, the Teenage Witch          | Letterman               | episodi: "Terrible Things"          |
| 1996       | Saved by the Bell: The New Class    | Greg                    | episodi: "Hospital Blues"           |
| 1997       | EZ Streets                          | Young Quinn             | episodi: "A Terrible Beauty"        |
| 1998       | Brooklyn South                      | Johnny Mancuso          | episodi: "Hospital Blues"           |
| 1998       | Kelly Kelly                         | Steve Spencer           | episodi: "Bye Bye Baby"             |
| 1998       | One World                           | Eric                    | episodi: "Community Service"        |
| 2000       | Opposite Sex                        | Jed Perry               | 8 episodis                          |
| 2000       | CSI: Crime Scene Investigation      | Bobby Taylor            | episodi: "Friends & Lovers"         |
| 2001– 2006 | Gilmore Girls                       | Jess Mariano            | 37 episodis                         |
| 2003       | Boston Public                       | Jake Provesserio        | 4 episodis                          |
| 2003       | Law & Order: Special Victims Unit   | Lee Healy               | episodi: "Escape"                   |
| 2004– 2005 | American Dreams                     | Chris Pierce            | 12 episodis                         |
| 2006       | The Bedford Diaries                 | Richard Thorne III      | 8 episodis                          |
| 2006– 2010 | Herois                              | Peter Petrelli          | 70 episodis                         |
| 2008       | Robot Chicken                       | Green Arrow             | Veu, episodi: "They Took My Thumbs" |
| 2010       | The Webventures of Justin and Alden | Himself                 | episodi: "The Last episodi"         |
| 2011       | Suite 7                             | Milo                    | episodi: "That Guy"                 |
| 2011       | The Temp Life                       | Cook                    | 2 episodis                          |
| 2011       | Wolverine                           | Wolverine / Logan       | Veu, 12 episodis                    |
| 2013       | Mob City                            | Ned Stax                | Protagonista; 6 episodis            |
| 2013       | Chosen                              | Ian Mitchell            | Protagonista; 11 episodis           |
| 2015       | Gotham                              | Jason Lennon / The Ogre | 3 episodis                          |
| 2015       | The PET Squad Files                 | Cash Buggiardo          | 4 episodis                          |
| 2015       | The Whispers                        | Sean Bennigan           | Protagonista; 13 episodis           |
| 2015       | The League                          | Agent Baker             | episodi: "The Block"                |
| 2015–2016  | Ultimate Spider-Man                 | Spider-Man Noir         | Veu, 4 episodis                     |
| 2016       | Relationship Status                 | Jack                    | Web series; 3 episodis              |
| 2016       | Gilmore Girls: A Year in the Life   | Jess Mariano            | 2 episodis                          |
| 2016–2022  | This Is Us                          | Jack Pearson            | Protagonista                        |
| 2022       | The Marvelous Mrs. Maisel           | Handsome man            | episodi: "Ethan...Esther...Chaim"   |
| 2023       | The Company You Keep                | Charlie                 | Protagonista                        |

| Any  | Títol                     | Notes                               |
| 2007 | It's a Mall World         | Minisèrie; 13 episodis              |
| 2009 | Dave Knoll Finds His Soul |                                     |
| 2010 | Ultradome                 | Episodi: Han Solo vs. Indiana Jones |
| 2011 | Suite 7                   | Episodi: "That Guy"                 |
| 2019 | This Is Us                | Episodi #59: "Storybook Love"       |
| 2021 | This Is Us                | Episodi #87: "Jerry 2.0"            |
| 2022 | This Is Us                | Episodi #96: "The Guitar Man"       |

| Any  | Títol     | Notes        |
| 2010 | Ultradome |              |
| 2013 | Chosen    | Ian Mitchell |